# Schiffornis aenea
Schiffornis aenea là một loài chim trong họ Tityridae.